# Almacenes Siman
Almacenes SIMAN (español: [si'man]) es una tienda por departamentos de El Salvador, tiene 100 años de estar operando y actualmente se ha regionalizado a lo largo de Centroamérica.
En estos 100 años de trayectoria, almacenes Simán El Salvador cuenta con 6 sucursales en El Salvador, 2 outlets, 4 en Guatemala, 2 en Nicaragua y 2 en Costa Rica, lo que suman 14 sucursales en total.

## Historia
Almacenes SIMAN fue fundado el 8 de diciembre de 1921 por Don J. J. Simán, empresario palestino proveniente de Belén, cuando decide abrir una pequeña tienda en el área comercial del Centro de la ciudad de San Salvador. Su primer nombre fue “JOSE J. SIMAN”, posteriormente al integrarse los hijos al negocio cambia su nombre a: “JOSE J. SIMAN e HIJOS”. Tiempo después se constituyó como una sociedad anónima con el nombre de: “ALMACENES SIMAN S.A.” Para los años sesenta, el Almacén se traslada a un local más amplio en el Centro de la Capital Salvadoreña, convirtiéndose después en una sociedad anónima de capital variable, de manera que actualmente la razón social es: “ALMACENES SIMAN S.A. de C.V.”(ALSISA).
En 1930, la cadena estableció una importante presencia en el mercado de las tiendas por departamento en El Salvador, con un catálogo de telas, bordados, encajes, hilos y joyería, entre una gran variedad de productos.
De 1939 a 1945, durante la Segunda Guerra Mundial, Don José suspendió sus viajes de compras a Europa y buscó nuevos proveedores norteamericanos, dándole la oportunidad de seleccionar productos apegados a los gustos y climas locales.
En 1953 falleció el fundador Don José Jorge Simán, dejando una activa generación de descendientes emprendedores que dirigen la empresa.
En 1967, la empresa comenzó a desarrollar un moderno edificio en la zona comercial del Centro de San Salvador y ampliar las instalaciones. Simán Centro pasó a formar parte del modernismo de la época y fue uno de los primeros en contar con stands eléctricos, además de climatizar las instalaciones con aires acondicionados. Esta remodelación fue inaugurada el 12 de noviembre de 1970, con 52 departamentos especializados, convirtiéndose en la primera tienda departamental del país y la más grande de Centroamérica.
En 1971, Almacenes Simán fue el primero en poner a disposición de sus clientes una tarjeta de crédito en Centroamérica bajo el nombre: La tarjeta de crédito Simán (CREDISIMAN). Esta modalidad de compra, afiliada hasta el día de hoy, ofrece descuentos exclusivos.
En 1974, en el Centro Sucursal, se construyó un amplio parqueo y se hizo una expansión del Almacén original ubicado en el Centro de la Capital. También se añadió el restaurante.
La empresa continuó sus operaciones a pesar de la guerra civil, en la década de los 70 y 80, cuando unas bombas incendiarias provocaron un incendio que destruyó gran parte de las instalaciones del Almacén Simán Centro.
En 1983, Almacenes Simán expandió sus operaciones adquiriendo la Tienda Sears Roebuck & Company. Se trataba de una cadena internacional de los Estados Unidos que operaba en San Salvador y Centroamérica, que luego se convirtió en el nuevo Simán Metrocentro, el segundo almacén más grande del país después de Simán Centro.
En 1986, debido al terremoto que sacude la ciudad de San Salvador, la Sucursal Centro queda dañada, por lo que se decide abrir una pequeña sucursal en la casona antigua ubicada en la Colonia Escalón de San Salvador y actualmente en funcionamiento en el Centro Comercial Galerías.
En 1990 se abre la cuarta Sucursal en la segunda ciudad más importante de El Salvador, Santa Ana, con un área de ventas total de más de 1,500 metros cuadrados; para luego ser trasladada hacia el centro comercial Metrocentro Santa Ana en el año 1998. En ese mismo año, se apertura la quinta sucursal en el oriente del país, San Miguel, siendo la tercera ciudad más importante del país.
En 1991, Simán amplió sus operaciones con la apertura de nuevos negocios en las principales cabeceras de algunos departamentos de El Salvador.
En 1993, Almacenes SIMAN se extiende al país vecino Guatemala en la Sucursal del Centro Comercial Los Próceres ubicado en la Zona 10 de la Ciudad de Guatemala.
En 1994, Almacenes SIMAN inaugura una quinta sucursal en San Miguel, la tercera ciudad más importante de El Salvador.
El 7 de diciembre de 1994 se inaugura oficialmente la Sucursal Galerías, ubicada en el Centro Comercial Galerías Escalón, lugar donde está la casona de la Escalón. (las oficinas corporativas se encontraban localizadas en Siman Centro).
Por su visión emprendedora y expansionista hace que en 2002 Almacenes SIMAN adquiera en Galerías Santo Domingo en Managua, la capital de Nicaragua, iniciando operaciones en un tercer país centroamericano.
En 2003, SIMAN Apertura su segunda tienda en la República de Guatemala, en el moderno centro comercial Miraflores.
En 2003 SIMAN siempre con una visión vanguardista apertura una nueva tienda Siman La Gran Vía en Antiguo Cuscatlán en El Salvador. Esta sucursal fue renovada con un moderno y lujoso diseño arquitectónico, el pasado 10 de noviembre de 2023.
El 6 de noviembre de 2008 apertura la tercera tienda en la ciudad de Guatemala, ubicada en la zona 10 en el Oakland Mall. En el mismo mes se apertura en Nicaragua la sucursal Metrocentro Managua en Nicaragua. 
Posteriormente se expande en 2009 a Costa Rica abriendo operaciones en el más nuevo Centro Comercial del Grupo Roble, Multiplaza Escazú en la ciudad de Escazú en la capital San José.
En 2010, se inaugura otra sucursal en Soyapango, ubicado en la IV etapa de Plaza Mundo en reemplazo a la sucursal cerrada en la capital.
Traslado sus operaciones a la nueva sucursal Plaza Mundo en septiembre de 2010 y su sede es el actual Almacén Simán Galerías.
En 1991, Simán amplió sus operaciones con la apertura de nuevos negocios en las principales cabeceras de algunos departamentos de El Salvador.

## Siman.com
En 2000, la empresa lanzó siman.com, una plataforma de comercio electrónico en línea. Siman.com cuenta con un amplio catálogo de productos, desde moda y electrodomésticos hasta artículos para el hogar. La plataforma actualiza periódicamente sus ofertas.

## Fundación Simán
El 16 de junio de 1965 se instala la “Fundación Siman”; una organización social sin fines de lucro que nace para ayudar a colaboradores de Almacenes Simán como a instituciones que velan por la niñez y adultos mayores, comunidades vulnerables, y brinda asistencia con programas de asistencia social. 
Los almacenes Simán promueven el bienestar material, moral e intelectual de los salvadoreños a través de programas de ayuda.
La empresa presta apoyo a actividades educativas y culturales, clínicas, parroquias e instituciones benéficas.

## Campaña Es tiempo de vivir (nueva imagen) 2010
Con el objetivo de actualizar la imagen de Almacenes SIMAN, se contrató en 2010 al cantante David Bisbal el cual hizo una gira a nivel Centroamérica, presentando la nueva imagen de la empresa con la campaña "Tributo a las mujeres" y "Es tiempo de vivir".
La campaña fue exitosa como la primera en ganar un premio Billboard en la región centroamericana, por la mejor campaña de mercadeo usando un artista David Bisbal.

## Sucursales
- El Salvador:

1. La Gran Vía
2. Galerías Escalón
3. Metrocentro San Salvador
4. Metrocentro Santa Ana
5. Metrocentro San Miguel
6. Plaza Mundo

- Guatemala:

1. Centro Comercial Próceres
2. Centro Comercial Miraflores
3. Centro Comercial Oakland Mall
4. Centro Comercial Pradera Concepción
5. Centro Comercial Interplaza Quetzaltenango

- Nicaragua:

1. Galerías Santo Domingo
2. Metrocentro Managua

- Costa Rica:

1. Multiplaza Escazú
2. Multiplaza del Este

## AlianzaINDITEX
ALSISA es el encargado de operar desde 2002 la franquicia del grupo español INDITEX, en Centroamérica con las tiendas de ropa Zara, Pull and Bear, Bershka, Massimo Dutti y Stradivarius Oysho Y de complementos y decoración Zara Home
Se iniciaron operaciones con la apertura de la primera tienda Zara en Centroamérica ubicada en El Salvador hoy en día cuenta con 18 almacenes los cuales se ubican en:
| País        | Almacenes INDITEX | Especificación                                                                                 |
| ----------- | ----------------- | ---------------------------------------------------------------------------------------------- |
| El Salvador | 8                 | 1 Zara – 2 Pull and Bear – 2 Bershka – 2 Stradivarius - 1 OYSHO                                |
| Guatemala   | 16                | 3 Zara – 3 Pull and Bear – 3 Bershka – 2 OYSHO – 1 Massimo Dutti – 3 Stradivarius– 1 Zara Home |
| Honduras    | 10                | 2 Zara - 2 Pull and Bear – 2 Bershka - 1 Massimo Dutti - 2 Stradivarius - 1 Zara Home          |
| Costa Rica  | 10                | 2 Zara – 1 Massimo Dutti - 2 Pull and Bear – 2 Bershka - 1 Zara Home - 2 Stradivarius          |
| Nicaragua   | 4                 | 1 Zara - 1 Bershka - 1 Pull and Bear - 1 Stradivarius                                          |